# Burgstall Leonegg
Der Burgstall Leonegg, auch Schloßbühl oder Leoneck genannt, ist eine abgegangene Spornburg auf einem Richtung Südwesten verlaufenden, und nach zwei Seiten steil abfallenden 670 m ü. NN hohen Sporn südlich von Katzensteig, einem Weiler beim Ortsteil Hattenweiler, in der Gemeinde Heiligenberg im Bodenseekreis (Baden-Württemberg).
Der Sporn ist durch einen gut erhaltenen Halsgraben vom nordöstlich liegenden Hauptplateau getrennt. Der Burgstall selbst ist in zwei nahezu rechteckige Flächen gegliedert, die durch eine flache Mulde getrennt sind. Am südwestlichen Ende ist die Anlage durch einen heute noch sehr tiefen und breiten Abschnittsgraben geschützt. Im Bereich südwestlich des Abschnittsgrabens finden sich weitere verschliffene Gräben, teilweise ist die Anlage aber durch den Abbau von Sand und die Anlage von Wegen gestört.
Es ist möglich, dass die Burg auf einer älteren Befestigung angelegt wurde. Urkundlich ist 1100 erstmals ein Gothefridus de Leonegge als Zeuge einer Schenkung erwähnt, 1209 wird ein Hartnid von Leonegg als Besitzer der Vogtei Altheim genannt. Ein Heinrich von Leonegg ist in der 1257 in Überlingen gegründeten Johanniterkommende nachgewiesen, weitere von Leonegg scheinen dieser Tradition gefolgt zu sein, bis schließlich 1311 der letzte bekannte männliche Angehörige dieses Geschlechts, Burkhard von Leonegg, als Komtur der Kommende Rheinfelden genannt wird. 1614 wird Leonegg, das weitere Besitzwechsel u. a. an die Grafen von Heiligenberg, das Kloster Reichenau und die Deutschordenskommende Mainau erlebt hat, schon als Burgstall bezeichnet. Danach scheint es als Steinbruch gedient zu haben, da keine obertägigen Gebäudereste mehr zu finden sind.